# Протопоповка (Омская область)
 Протопо́повка — село в Любинском районе Омской области России, административный центр Протопоповского сельского поселения.
Население — 488 чел. (2010).

## Физико-географическая характеристика
Село находится в пределах лесостепной зоны Ишимской равнины, являющейся частью Западно-Сибирской равнины. Речная сеть отсутствует. В окрестностях встречаются осиново-берёзовые колки, в понижениях небольшие болотца. Распространены лугово-чернозёмные солонцеватые и солончаковые почвы. Высота центра — 107 метра над уровнем моря.
По автомобильным дорогам расстояние до областного центра города Омск 66 км, до районного центра рабочего посёлка Любинский — 10 км.
Климат
Климат резко континентальный, со значительными перепадами температур зимой и летом (согласно классификации климатов Кёппена — влажный континентальный климат (Dfb) с тёплым летом и холодной и продолжительной зимой). Многолетняя норма осадков — 392 мм. Наибольшее количество осадков выпадает в июле — 63 мм, наименьшее в феврале и марте — по 14 мм. Среднегодовая температура положительная и составляет + 1,2° С, средняя температура января − 17,7° С, июля + 19,5° С

## История
Основано в 1903 году переселенцами из немецкой колонии Рибенсдорф. До 1917 года в составе Омского уезда Акмолинской области. Село названо по фамилии бывшей землевладелицы Протопоповой. В 1926 году имелась начальная школа, сельсовет

## Население
| 1920 | 1926 | 1970 | 1979 | 1989 | 2010 |
| ---- | ---- | ---- | ---- | ---- | ---- |
| 305  | ↗366 | ↗398 | ↗482 | ↗535 | ↘488 |

В 1989 году немцы составляли 66 % населения села.